# 廖奉灵
廖奉灵（1903年—1994年），女，汉族，广东番禺人，中国教育家，曾任广州市政协副主席，民进中央委员，民进广东省委副主委。